# Hsu Chia-Lin
Hsu Chia-Lin (29 de febrero de 1992) es un deportista taiwanés que compitió en taekwondo. Ganó una medalla de plata en el Campeonato Mundial de Taekwondo de 2013, y una medalla de bronce en los Juegos Asiáticos de 2010.

## Palmarés internacional
| Representando a China Taipéi |                 |                   |           |
| Campeonato Mundial           |                 |                   |           |
| Año                          | Lugar           | Medalla           | Categoría |
| 2013                         | Puebla (México) | Medalla de plata  | –54 kg    |
| Juegos Asiáticos             |                 |                   |           |
| Año                          | Lugar           | Medalla           | Categoría |
| 2010                         | Cantón (China)  | Medalla de bronce | –54 kg    |